# Antonino Taboada
Antonino Taboada (Villa Matará, departamento Sarmiento, provincia de Santiago del Estero, 1814 - San Miguel de Tucumán, 1883) fue un militar y político argentino, líder del partido unitario en su provincia, aliado del presidente Bartolomé Mitre, de activa participación en las guerras civiles de su país.

## Inicios en las revoluciones unitarias
Su nombre completo era Ramón Antonio y era hijo de Leandro Taboada y de Águeda de Ibarra de Paz y Figueroa, matrona patricia de estirpe santiagueña, hermana de Juan Felipe Ibarra, primer gobernador de la provincia de Santiago del Estero, que ejerció el mando casi sin interrupción desde 1820 hasta su muerte en 1851. Su ascendencia troncal se remonta a España con los grandes de España, y conforma una de las familias más antiguas de la Argentina. 
Hacia 1830 fue enviado a Buenos Aires, donde se dedicó al comercio. Se exilió a Montevideo durante la peor época del gobierno de Juan Manuel de Rosas y  en 1840 se unió al ejército de Juan Lavalle en su campaña por Entre Ríos y Buenos Aires. Participó en la batalla de Quebracho Herrado, en la que fue tomado prisionero, pero varios meses más tarde huyó a Montevideo.
Luego de unos años se estableció en Matará como estanciero.

## La llegada al poder
A la muerte de Ibarra, en 1851, su socio y pariente Mauro Carranza asumió como gobernador y llamó a elecciones. Pero fue vencido por Manuel Taboada (hermano menor de Antonino), que organizó una revolución con apoyo de su hermano para ocupar el gobierno.
Antonino organizó rápidamente el ejército provincial, con el cual venció a los partidarios de Carranza en varias pequeñas batallas: Tronco Rabón, Gramilla, etc. Fue gobernador delegado de su hermano cuando este viajó a firmar el Acuerdo de San Nicolás, y ayudó a los unitarios de Tucumán a derrocar al gobernador Celedonio Gutiérrez. Fue derrotado por este en Arroyo del Rey, en febrero de 1853, pero siguió su ofensiva contra el tucumano por medio de partidas montoneras y robando el ganado de esa provincia. Mientras tanto, ayudó a los federales salteños a impedir que el exgobernador José Manuel Saravia recuperara el poder.
En octubre de 1853, Gutiérrez venció a las avanzadas de Taboada en Río Hondo y ocupó Santiago del Estero. Pero al llegar supo que los Taboada habían ocupado la ciudad de San Miguel de Tucumán, ayudados por el cura y caudillo rural José María del Campo. Anselmo Rojo y Manuel Taboada vencieron a Gutiérrez en Tacanitas, pero recién en diciembre de ese año don Antonino y Del Campo derrotaron definitivamente a Gutiérrez. El excura asumió el gobierno tucumano.
A partir de esa momento, los Taboada lideraron un frente unitario en el norte, con alianzas poderosas en Salta y Tucumán. Antonino fue el comandante de armas de la provincia, con el grado de general. Siguió ocupando ese puesto con el sucesor de su hermano, Borges, y apoyó la política del gobierno unitario porteño.

## La guerra del 61
Fue compañero de fórmula de Mariano Fragueiro en las elecciones de 1860, en la lista opositora que fue derrotada por Santiago Derqui. 
Para suceder a Borges fue elegido Antonino Taboada, pero renunció a asumir el mando, dejando el mando a Pedro Ramón Alcorta, un leal taboadista. Este se negó a nombrar ministro a Manuel Taboada, reemplazó a don Antonino de la comandancia de armas y ganó las elecciones legislativas con candidatos propios. Ante tal traición, los Taboada organizaron unas montoneras que derrotaron a los leales al gobernador en la batalla de Maco.
Alcorta se refugió en Tucumán y pidió ayuda al gobernador catamarqueño Octaviano Navarro, que invadió Tucumán con ayuda de Celedonio Gutiérrez. Tras vencer a Del Campo en la batalla de Manantial, invadió Santiago, ocupando la capital.
Pero entonces llegó la noticia del triunfo porteño en la batalla de Pavón, y Navarro retrocedió rápidamente hacia Catamarca. Taboada ocupó Santiago y se lanzó hacia Tucumán, donde venció a Gutiérrez en Seibal y puso en el gobierno a Del Campo. En defensa de Navarro y Gutiérrez apareció el general riojano Ángel Vicente Peñaloza, que ofreció mediar entre las partes en lucha. Taboada aceptó la mediación, mientras escribía a Mitre que lo hacía para ganar tiempo. Obligó al gobernador salteño José María Todd a renunciar y atacó a Peñaloza, derrotándolo en Río Colorado.
Enseguida envió a Rojo a Catamarca, donde depuso al gobernador federal y colocó en su lugar al único liberal que encontró. La fórmula Mitre – Antonino Taboada fue derrotada en las elecciones por la fórmula Mitre – Marcos Paz, rompiendo la unidad casi legendaria entre los Taboada y Del Campo.
Don Antonino se dedicó por casi un año a reorganizar la defensa contra los indios del Chaco, muy debilitada. Cuando el Chacho se lanzó a su segunda rebelión, en 1863, fue nombrado comandante de las fuerzas del norte. Se trasladó a La Rioja en mayo, y venció al gobernador “Berna” Carrizo en la Batalla de Mal Paso, pero fue desautorizado por Del Campo y se retiró furioso a Santiago, arreando todas las vacas que encontró a su paso. Años después, Taboada sería el terror de los riojanos, no por las armas de sus soldados, sino por los saqueos del ‘63.

## Pozo de Vargas
Dos años más tarde fue encargado de llevar a la guerra del Paraguay a los contingentes de las provincias del norte. Envió a los gauchos pobres y los opositores, por lo que éstos se sublevaron y escaparon en todas direcciones. Taboada reaccionó con furia increíble: persiguió a los desertores por toda la provincia, fusilando a decenas de soldados, azotando y torturando a muchos más.
A fines de 1866, estalló en Cuyo la Revolución de los Colorados, a la que se unió el coronel Felipe Varela, que ocupó la ciudad de La Rioja. Taboada marchó rápidamente hacia allí, y ocupó la ciudad con 2.000 hombres, mientras Varela marchaba desde Famatina hacia Catamarca al frente de un gran ejército de 5.000 hombres. 
Varela decidió regresar a La Rioja, pero no se aseguró el agua del camino, por lo que llegó a destino con su gente medio muerta de sed. Taboada lo esperaba con sus hombres reunidos en el único pozo de agua, alrededor del cual se dio la épica batalla de Pozo de Vargas, sangrienta victoria del ejército nacional sobre la última gran montonera del interior.
Taboada hizo elegir gobernador de La Rioja a un Dávila, miembro de la única familia verdaderamente unitaria de la provincia. Por segunda vez salió de La Rioja arreando todas las vacas que encontró, mientras sus soldados se llevaban toda la ropa, el dinero y las alhajas que encontraron en las casas riojanas.
En su ausencia había sido nombrado gobernador de Santiago, pero tampoco esta vez quiso asumir el gobierno. Aceptó en cambio el nombramiento de interventor federal en Catamarca. Fue candidato a vicepresidente de la lista oficialista, liderada por Rufino de Elizalde, pero renunció, con lo cual se salvó de ser derrotado por tercera vez en una candidatura a vicepresidente. En su lugar fue derrotado Wenceslao Paunero.

## El fin del régimen de los Taboada
La llegada de Domingo Faustino Sarmiento al gobierno nacional dejó a los Taboada en la oposición, y tuvieron serios problemas con el presidente. En 1871 derrocó a un tal Montes, que tras haber sido nombrado gobernador por Manuel Taboada, había pretendido gobernar por sí mismo. Derrotó en la batalla de Carro de Medina al coronel Urquiza, en julio.
En septiembre de 1871 murió Manuel Taboada, quedando el general al frente de su partido, acompañando al gobernador Absalón Ibarra, (primo de Taboada, y que se había criado en su casa). Este logró que los electores santiagueños votaran contra Nicolás Avellaneda en 1874. Taboada se comprometió a apoyar la revolución mitrista de ese año, pero cuando José Miguel Arredondo ocupó Córdoba, se negó a ayudarlo. Por eso, Arredondo retrocedió hasta Mendoza, donde fue derrotado en Santa Rosa.
Forzado por las amenazas del presidente, en diciembre renunció el gobernador Ibarra. A fines de marzo de 1875, el presidente apoyó militarmente una revolución de los líderes opositores, que culminó en una matanza de oficialistas y el saqueo de la mayor parte de sus tierras, estancias y gran parte de los bienes de los Taboada.
Taboada se vio obligado a huir por el monte hacia Salta, donde vivió varios años, y más tarde se radicó en San Miguel de Tucumán.